# Philippe Galland
Pour les articles homonymes, voir Galland.
Philippe Galland né à Choisy-le-Roi le 31 janvier 1947, est un réalisateur, acteur, scénariste et chef décorateur français, à partir de 1986 il reprend en main l’entreprise familiale qui sous son impulsion devient  progressivement un groupe international. 

## Biographie

### Vie privée
Philippe Galland a partagé la vie de la comédienne Anémone, avec laquelle il a eu deux enfants Jacob et Lily.

## Filmographie

### Réalisateur
- 1978 : L'Exercice du pouvoir
- 1982 : Le Quart d'heure américain
- 1985 : Le Mariage du siècle
- 1985 : Le père Noël est une ordure, (Retransmission télévisée de la pièce.)
- 1991 : La Thune
- 1999 : Merci mon chien

### Scénariste
- 1978 : L'Exercice du pouvoir
- 1982 : Le Quart d'heure américain
- 1985 : Le Mariage du siècle
- 1991 : La Thune
- 1999 : Merci mon chien
- 2005 : Travaux, on sait quand ça commence..., de Brigitte Roüan

### Chef décorateur
- 1975 : Souvenirs d'en France, de André Téchiné
- 1978 : Mon cœur est rouge, de Michèle Rosier

### Acteur
- 1984 : Pinot simple flic, de Gérard Jugnot (l'homme au solex)
- 1990 : Outremer, de Brigitte Roüan (Paul)